# 世界記録
世界記録（せかいきろく、英語: World Record）とは、特定の技能または競技などにおいて、公式に認定された世界最高記録または世界歴代1位の記録である。

## スポーツの世界記録
競技により、各競技の国際競技連盟が世界記録を認定する。
- 陸上競技の世界記録一覧
- 競泳の世界記録一覧
- 重量挙げの世界記録一覧
- ローイング（ボート）競技の世界記録一覧
- スピードスケート競技の世界記録一覧

なお、スポーツにおける世界記録には、以下のような略号が用いられる。
- WR (World Record) - 世界記録
- EWR (Equal World Record) - 世界タイ記録
- WL (World Leading) - 今季世界最高記録
- JWR (Junior World Record) - ジュニア世界記録

## 世界記録の認定
- 国際オリンピック委員会（IOC）および各競技の国際競技連盟（IF） - 国際格式のスポーツ競技を統括・主催している団体で、競技中の歴代で最も良い結果を世界記録として認定している。
- ギネス世界記録（Guinness World Records） - ギネスワールドレコーズは、人類や自然界のあらゆる種類（6万件以上）の世界記録を収集して記録し、「ガイドライン」と呼ばれる公平な基準（ルール）に従って世界記録を認定している。世界記録における世界的権威となっている。